# Yingjiang, Anqing
Yingjiang är ett stadsdistrikt i staden Anqing i provinsen Anhui i centrala Kina.
Distriktet är indelat i sex stadsdelsdistrikt, en köping och tre socknar.
Stadsdelsdistrikt (jiedao):

- Binjiang (滨江街道)
- Huazhonglu (华中路街道)
- Renminlu (人民路街道)
- Xiaosulu (孝肃路街道)
- Xinhelu (新河路街道)
- Yichenglu (宜城路街道)

Köping (zhen):

- Laofeng (老峰镇)

Socknar (xiang):

- Changfeng (长风乡)
- Longshiqiao (龙狮桥乡)
- Xinzhou (新洲乡)